# Basil Embry

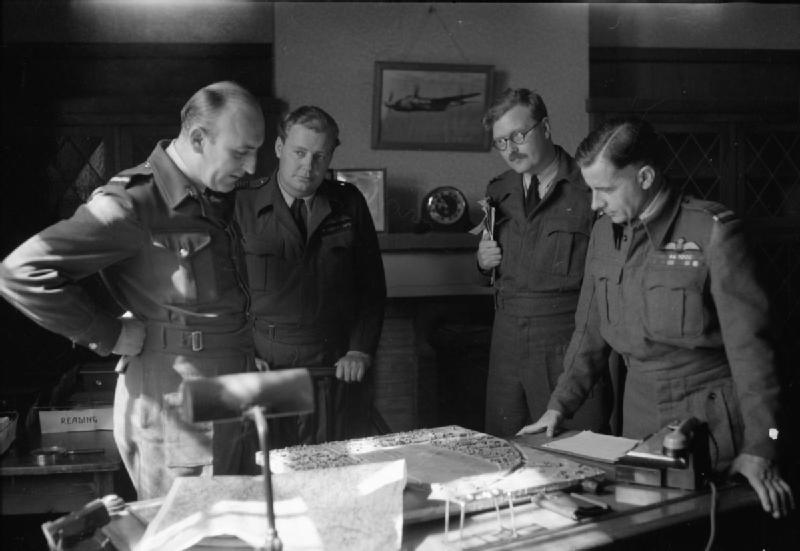
Basil Embry (ganz rechts) mit Mitgliedern seines Stabes als Kommandeur der No. 2 Group in Brüssel, ca. 1945

Sir Basil Edward Embry GCB, KBE, DSO & Three Bars, DFC, AFC (* 28. Februar 1902 in Longford, Gloucestershire; † 7. Dezember 1977 in Boyup Brook, Western Australia) war ein britischer Offizier der Royal Air Force, zuletzt Air Chief Marshal. Embry war unter anderem von 1949 bis 1953 Oberbefehlshaber des RAF Fighter Command und anschließend bis 1956 Oberbefehlshaber Allied Air Forces Central Europe der NATO.

## Leben
Embry wurde als jüngstes von drei Kindern des anglikanischen Geistlichen James Embry und dessen Frau Florence Ada geboren. Er besuchte die Bromsgrove School in Worcestershire und entwickelte früh ein Interesse an der Fliegerei. Er wurde im März 1921 als Pilot Officer in die Royal Air Force aufgenommen und in Netheravon ausgebildet. Im folgenden Jahr wurde er Pilot in der No. 4 Squadron. Noch im gleichen Jahr wurde er zur No. 45 Squadron nach Mesopotamien versetzt, wo er bis 1927 eingesetzt blieb, ab Dezember 1925 bei der No. 30 Squadron. Embry flog Flugzeuge der Typen Airco D.H.9 und Vickers Vernon und wurde 1926 mit dem Air Force Cross ausgezeichnet. Nach der Rückkehr nach England besuchte er den Kurs für Flugausbilder an der Central Flying School und wurde danach Qualified Flying Instructor in der No. 1 Flying Training Squadron. Ab 1929 war er für drei Jahre Schwarmführer an der Central Flying School und betätigte sich hier auch als Kunstflieger. Anschließend wurde er dem Stab der No. 23 Group zugeteilt und besuchte ab 1933 das RAF Staff College in Andover.
Anfang 1934 wurde Embry in die North West Frontier Province Britisch-Indiens versetzt, wo er im Stab des No. 1 (Indian) Wing in Kohat diente. Im März 1936 wurde er Mitglied im Stab des Hauptquartiers RAF India. Ab Oktober 1937 befehligte er die No. 20 Squadron in Peschawar und gewann im September 1938 den Distinguished Service Order für seine Führung dieser Einheit. Zwei Monate später wurde er zum Wing Commander befördert und war fortan mit Aufgaben der Ausbildung indischer Luftwaffenoffiziere für die Indian Air Force beschäftigt. Anfang 1939 kehrte er ins Mutterland zurück, wo er den Posten als Deputy Director of Operations (Overseas) im Air Ministry übernahm.
Mit dem Beginn des Zweiten Weltkriegs im September 1939 setzte sich Embry erfolgreich für die Übertragung eines aktiven Frontkommandos ein und erhielt den Befehl über die No. 107 Squadron, die mit Bombern des Typs Bristol Blenheim ausgerüstet war. Mit dieser Staffel nahm Embry an den Kampagnen in Norwegen und Frankreich 1940 teil. Er war ein energischer Staffelkapitän, der seine Formation stets selbst in den Kampf führte. Am 12. Mai 1940 führte er zur Abwehr der deutschen Offensive einen Angriff auf die Brücken über den Albertkanal bei Maastricht, bei dem sieben Blenheims verlorengingen. Er wurde in dieser Zeit mit zwei Wiederholungsspangen zum DSO ausgezeichnet, nachdem er schon im Oktober 1939 das Distinguished Flying Cross erhalten hatte. Ende Mai 1940 sollte er wegen Erschöpfung und Stresserscheinungen als Stützpunktkommandant nach RAF West Raynham versetzt und zum Group Captain befördert werden, wurde jedoch bei seinem letzten Einsatz am 26. Mai durch Flakfeuer abgeschossen und musste mit dem Fallschirm hinter den deutschen Linien bei Saint-Omer abspringen. Sein Heckschütze wurde getötet und Embry und sein Navigator gerieten in Gefangenschaft. Auf dem Marsch zur Kriegsgefangenensammelstelle gelang es Embry zu entkommen. Nach über zwei Monaten abenteuerlicher Flucht, die in dem Buch Wingless Victory von 1950 beschrieben werden, erreichte er über Spanien und Gibraltar wieder heimatlichen Boden. Die nächsten zwei Monate verbrachte er erzwungenermaßen im Erholungsurlaub.
Im September 1940 wurde Embry Senior Administration Staff Officer bei der No. 6 Group. Nach nur drei Wochen ging er als Kommandeur des Nightfighter Wing (Nachtjagd) nach Rochford und nahm an der Abwehr des Blitz teil. Im Dezember 1940 wurde der Wing aufgelöst und Embry übernahm als Kommandant RAF Wittering mit dem zugehörigen Verteidigungsabschnitt. Er flog auch weiterhin regelmäßig selbst Einsätze. Im Juni 1941 wurde er zum Air ADC des Königs ernannt. Von Oktober 1941 bis März 1942 war Embry in Nordafrika, wo er als Berater an der Aufstellung der Desert Air Force mitwirkte und die Luftverteidigung von Malta inspizierte. Anschließend übernahm er wieder RAF Wittering.
Ab November 1942 diente Embry als Stabsoffizier im Hauptquartier des RAF Fighter Command, wo er für Nachtjagd zuständig war. Anfang 1943 erhielt er den Posten als Senior Air Staff Officer bei der No. 10 (Fighter) Group. Ende Mai 1943 übernahm er dann die No. 2 (Bomber) Group, die als leichte Bombergruppe zum Einsatz bei der RAF Second Tactical Air Force vorgesehen war. Zugleich wurde er zum acting Air Vice-Marshal ernannt. Eine Ernennung zum Kommandeur der Pathfinder Force war zu dieser Zeit ebenfalls im Gespräch, was aber durch den Einspruch Arthur Harris’ verhindert wurde. Mit seiner anfangs aus neun Staffeln verschiedener Flugzeugtypen bestehenden Gruppe bereitete er sich in den folgenden Monaten auf die Teilnahme an der Operation Overlord vor, die für Mai 1944 geplant war. Er machte sich mit sämtlichen Flugzeugtypen seines Kommandos persönlich vertraut und trug bei Einsätzen aus Sicherheitsgründen eine falsche Erkennungsmarke. Die Einsatzstatistiken seiner Gruppe, die mit Vorbereitungsaufgaben für die Landung in der Normandie sowie mit Crossbow-Einsätzen beschäftigt war, verbesserten sich in der Zeit bis zum D-Day erheblich.
Embry setzte sich erfolgreich für die Zuteilung der neuen Mosquito FB VI zu seiner Gruppe ein. In seiner Zeit als Kommandeur der No. 2 Group flog er 19 Einsätze, darunter den Luftangriff auf die Gestapozentrale Aarhus (31. Oktober 1944), den Luftangriff auf die Gestapozentrale Kopenhagen (21. März 1945) und den Angriff auf die Gestapozentrale in Odense (17. April 1945), persönlich mit. Die Teilnahme an der Operation Jericho (18. Februar 1944; angeführt von Percy Pickard) war ihm von seinen Vorgesetzten noch verboten worden. Embry gilt als einer der dynamischsten und inspirierendsten RAF-Kommandeure des Zweiten Weltkriegs. Von seinen Besatzungen hochgeschätzt, machte er sich in Kreisen des Ministeriums durch seine Geringschätzung jeder Art von Bürokratie unbeliebt.
Nach dem Kriegsende wurde Embry mit zahlreichen Auszeichnungen seines Landes und der Alliierten geehrt und zum Ritter geschlagen. Im Oktober 1945 wurde er Director-General of Training und im Januar 1947 Assistant Chief of the Air Staff (Training). Ab 1946 war er Vorsitzender der Royal Air Forces Escaping Society. Im April 1949 übernahm er als acting Air Marshal den Befehl über das RAF Fighter Command, den er vier Jahre innehatte. 1952 nahm er als Repräsentant der RAF an der Beerdigung Georgs VI. teil. Im Juli 1953 wurde er Oberbefehlshaber des NATO-Kommandos Allied Air Forces Central Europe (COMAIRCENT) und im Dezember 1953 im Alter von lediglich 51 Jahren zum Air Chief Marshal befördert. Im Januar 1954 legte er eine im Auftrag des SACEUR, des US-Generals Alfred Gruenther, erstellte Studie über die Luftverteidigung Westeuropas vor, die viele später umgesetzte Struktur- und Organisationsaspekte vorwegnahm. Seine allzu offene Kritik an NATO-Partnern und der Organisation der Bündnisstreitkräfte führten jedoch im Februar 1956 schließlich zu seiner vorzeitigen Pensionierung.
Embry wanderte 1956 mit seiner Familie zunächst nach Neuseeland aus, wo er seine Autobiographie Mission Completed schrieb. Später siedelte er sich in Western Australia an, wo er bei Chowerup ein mehr als 500 Hektar großes Landstück erwarb und Gemischtlandwirtschaft betrieb. In den späten 1960er Jahren zog er nach Cape Riche, wo er ebenfalls Land besaß und Schafe hielt. Er wurde Mitglied der Farmers’ Union of Western Australia und 1971 zu deren Vorsitzenden gewählt, was er bis zum krankheitsbedingten Ausscheiden 1975 blieb. Er starb im Dezember 1977 im Alter von 75 Jahren, überlebt von seiner Frau Hope, einer Tochter und drei seiner vier Söhne.